# ROUND TRIP
『ROUND TRIP』（ラウンド・トリップ）はDIMENSIONのシングル。

## 内容
DIMENSION唯一のシングルで、現在は入手不可能の状態であることから、既にプレミア化されている。2012年4月18日に発売される「DIMENSION 〜20th Anniversary BOX〜」では、バーニー・グランドマンによるリマスタリング仕様になっている。
3曲A面シングルであり、全てテレビ朝日系列の番組タイアップ曲である。　
- ＃1の「ROUND TRIP」はテレビ朝日系プロ野球中継テーマ曲（中継用にアレンジされたものを使用）、2010年現在はSTVラジオ「牧やすまさのスーパースクランブル」オープニングテーマ曲
- ＃2の「ON SHORE」はテレビ朝日系「スポーツフロンティア」テーマ曲
- ＃3の「DIZZY」はテレビ朝日系「ニュースフロンティア」テーマ曲

## 収録曲
全曲　作曲：増崎孝司・小野塚晃　編曲：DIMENSION
1. ROUND TRIP
2. ON SHORE
3. DIZZY